# Labidochromis caeruleus
Labidochromis caeruleus – gatunek słodkowodnej ryby z rodziny pielęgnicowatych (Cichlidae).
W akwarystyce nazywana jest pyszczakiem yellow, pyszczakiem żółtym lub cytrynowym. Poławiana komercyjnie jako ryba akwariowa, przez co jest narażona na przełowienie.

## Występowanie
Gatunek endemiczny północno-zachodniej części jeziora Malawi w Afryce, pomiędzy Chirombo Point i Charo, oraz w zachodniej części jeziora pomiędzy przylądkiem Kaizer (Tanzania) a Londo (Mozambik). Występuje w litoralu skalistym na głębokościach poniżej 10 m (przeważnie 25 m). To rekordowa głębokość dla gatunków z rodzaju Labidochromis.

## Rozmiary
Dorasta do około 8, a nawet 10 cm długości, a osiąga ten rozmiar po 1,5–2 latach. Żyje około 10 lat.

## Dymorfizm płciowy
Dopiero u sześciomiesięcznych osobników tego gatunku możliwe staje się rozróżnienie płci, w przypadku młodszych ryb odróżnienie samca od samicy może stanowić duży problem, nawet dla doświadczonego hodowcy. Samce są większe od samic, mają też 3 płetwy intensywnie zabarwione na czarno: grzbietową, brzuszną i odbytową, podczas gdy u samic kolor jest mniej intensywny i jakby poprowadzony cieńszą kreską.

## Zachowanie
Są to jedne z najłagodniejszych pielęgnic z grupy Mbuna. Pomimo tego, jak każda pielęgnica jest to ryba terytorialna, będzie zawzięcie broniła swojego rewiru przed innymi rybami.

## Rozmnażanie

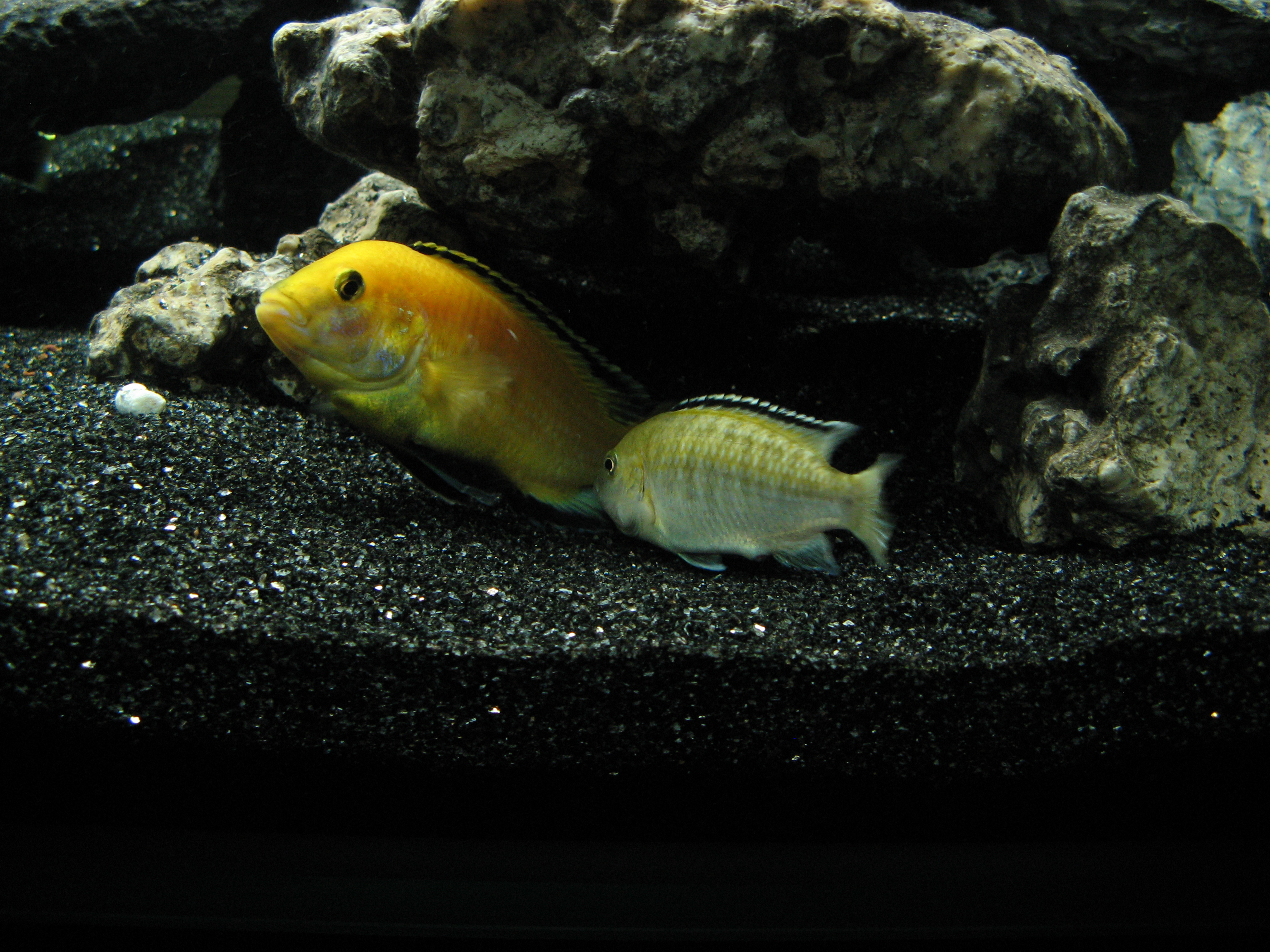
Para L. caeruleus w okresie rozrodu

Labidochromis caeruleus jest rybą, która bardzo wcześnie dojrzewa płciowo. Często ryby już w wieku 9–10 miesięcy zaczynają podchodzić do pierwszych prób tarła. Samice są raczej dobrymi matkami – troskliwie opiekują się ikrą, często już podczas swojego pierwszego tarła. Inkubacja trwa zazwyczaj 19–22 dni. Samica bierze złożoną ikrę do pyska i opiekuje się nią, aż do wylęgu młodych. Młode po opuszczeniu pyska matki są już w pełni ukształtowane i gotowe do samodzielnego życia.

## Pokarm
W naturze żywi się innymi rybami i bezkręgowcami (małe skorupiaki). W akwariach ryby te chętnie przyjmują większość pokarmów przeznaczonych dla pielęgnic z jeziora Malawi. Jednak kształt ich pyszczków sugeruje, że ryby te mają nieco inne upodobania pokarmowe od większości pielęgnic z grupy Mbuna: ich przysmakiem zdają się być nie glony porastające skały jeziora, lecz żyjące w nich pierwotniaki i plankton unoszący się w toni wodnej. Jedzą dość dużo.

## Hodowla

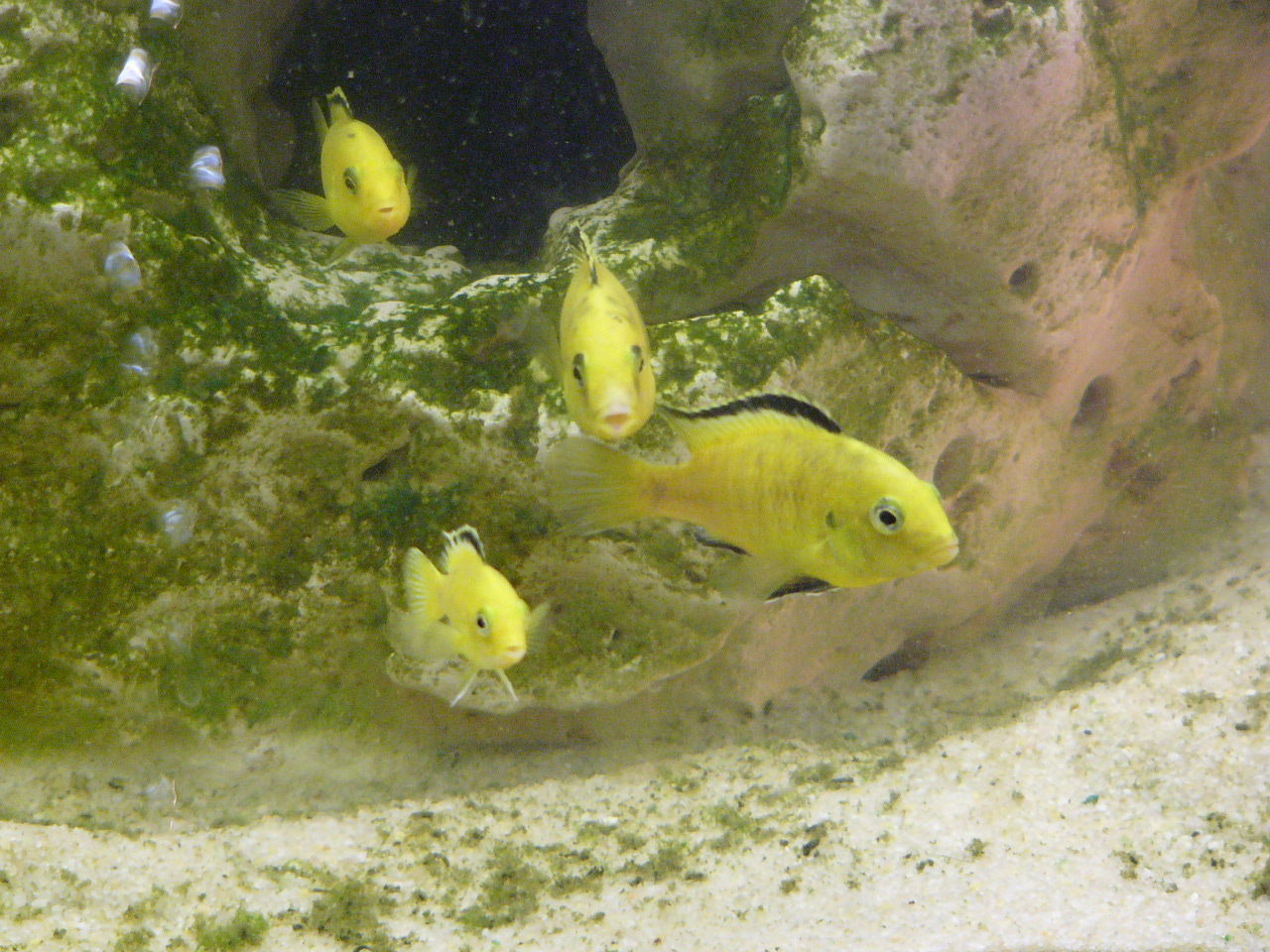

W hodowli nie sprawiają problemów. Są to ryby polecane dla początkujących malawistów. Zalecana minimalna wielkość akwarium dla kilku osobników to 90 cm długości i 120 l pojemności. Jeśli pyszczaki żółte mają przebywać w jednym zbiorniku razem z innymi pielęgnicami to minimalna długość akwarium powinna wynosić 120 cm. 
| Zalecane warunki w akwarium | Zalecane warunki w akwarium                            |
| --------------------------- | ------------------------------------------------------ |
| Zbiornik                    | długość 90 cm, kryjówki skalne, drobnoziarnisty piasek |
| Temperatura wody            | 24–27 °C                                               |
| Twardość wody               | twarda 8–25°n                                          |
| Skala pH                    | 7,3–8,8                                                |
| Pokarm                      | różnorodny, głównie żywy                               |